# Balti énekes és táncos ünnepek
A Baltikum népeinek népművészeti, kulturális és nemzeti hagyományait leginkább megmutató esemény az Észtországban és Lettországban 5 évenként, Litvániában 4 évenként megrendezésre kerülő nemzeti dal- és táncünnep. Ezeken az eseményeken harminc-negyvenezren vesznek részt, döntő többségében amatőr kórusok és tánccsoportok. A rendezvényeken a legautentikusabb népdaloktól modern szerzők kórusműveiig a legkülönbözőbb zeneművek hangzanak el. A Baltikum népeinek dal- és táncünnepeit 2003-ban vette fel az UNESCO a szellemi örökség reprezentatív listájára.

## A dal és tánc ünnepe Észtországban
A három balti államban 1869-ben elsőnek az észtek hívták életre a dal és tánc ünnepét. Ez az esemény az észt nemzeti öntudat megerősítését szolgálta, és szolgálja a mai napig. A rendezvényt ötévente rendezik Tallinnban, az előző (2013) dalünnepen harmincháromezer énekes és több mint 150 000 néző, hallgató vett részt. A záróünnepségen egy huszonkétezer énekesből álló kórus énekelt. A következő dal- és táncünnepre 2019-ben kerül sor.

### Története
Az együttes éneklés Észtországban ősi hagyomány. A kereszténység felvételét követően terjedtek el az egyházi énekek, ezeket a reformációt követően német evangélikus lelkészek fordították le észt nyelvre. Az első férfikórus 1828-ban alakult Laiuse-ben. 1863-ban alakult meg az első kizárólag észt nyelven éneklő kórus, a Revalia. Ez megfelelő repertoár híján kezdetben németről észtre fordított dalokat énekelt. 1865-ben két új kórus alakult, az Esztonia és a Vejnemöjnen. Ezt követően mind több észt településen alakultak kórusok.
A Vejnemöjnen kórus vezetőségi tagjának, Johann Voldemar Jannsennek, az észt nemzeti mozgalom egyik vezetőjének kezdeményezésére 1867-ben az orosz hatóságoknál kérvényezték egy nagy észt dal- és táncünnep megrendezésének engedélyezését, az észtországi kormányzóság 1819-ben történt létrehozásának ötvenedik évfordulója alkalmából. Hosszas huzavonát követően végül négy hónappal a tervezett ünnepség előtt az orosz hatóságok engedélyezték az első dal- és táncünnep megrendezését.
Ezt az első észt dal- és táncünnepet 1869-ben Tartuban rendezték meg. Ekkor, majd 1880-ig bezárólag kizárólag férfikórusok vehettek részt a rendezvényen. Az első nap egyházi énekeket, a második nap pedig világi dalokat énekeltek. A fesztivált fúvószenekarok színesítették. Az első eseményen közel 850 énekes és mintegy 15 000 néző vett részt, elsősorban Észtország északi területéről. A dalünnep sikere fellelkesítette a letteket is, és az észt mintát követve 4 évvel később megrendezték az első lett dal- és táncünnepet.
A második dalünnepet 1875-re tervezték, azonban a különböző engedélyezési nehézségek és az orosz–török háború miatt csak 1879-ben tudták megrendezni. 1880-ban a 3. dalünnepet Tallinnban rendezték, ezt követően tanulva a korábbi nehézségekből az orosz uralkodóház neves eseményeinek megünneplésére kérték a dalünnep engedélyezését. Így a 4. dalünnepet III. Sándor orosz cár trónra lépésének 10. évfordulója alkalmából, a 6. dalünnepet II. Miklós orosz cár megkoronázásának megünneplésére rendezték. Érdekesség, hogy ezen a 6. dalünnepen énekelték először Észtország himnuszát:
Mu isamaa, mu őnn ja rőőm (Hazám, szerencsém és örömöm). Az ötödik dalünnepet követően a rendezvény Tallinnba költözött. 1880-tól minden dalünnepnek Tallinn az otthona.
Szovjet Észtországban ötévenként rendezték meg a dalünnepeket. Egyetlen kivétel volt, az 1969-ben megrendezett jubileumi dal- és táncünnep. Ez volt minden idők legnagyobb dalünnepe. A záró eseményen egy 24 500 énekesből álló kórus énekelt. Ezeken az eseményeken az észt kórusok mellett rendszeresen fellépett a Vörös Hadsereg kórusa is.
Az észt dal- és táncünnepet ötévente rendezik Tallinnban, az utolsóra 2014. július 5-6-án került sor, a következőt pedig 2019. június 28-30-án tartják.

### A helyszín

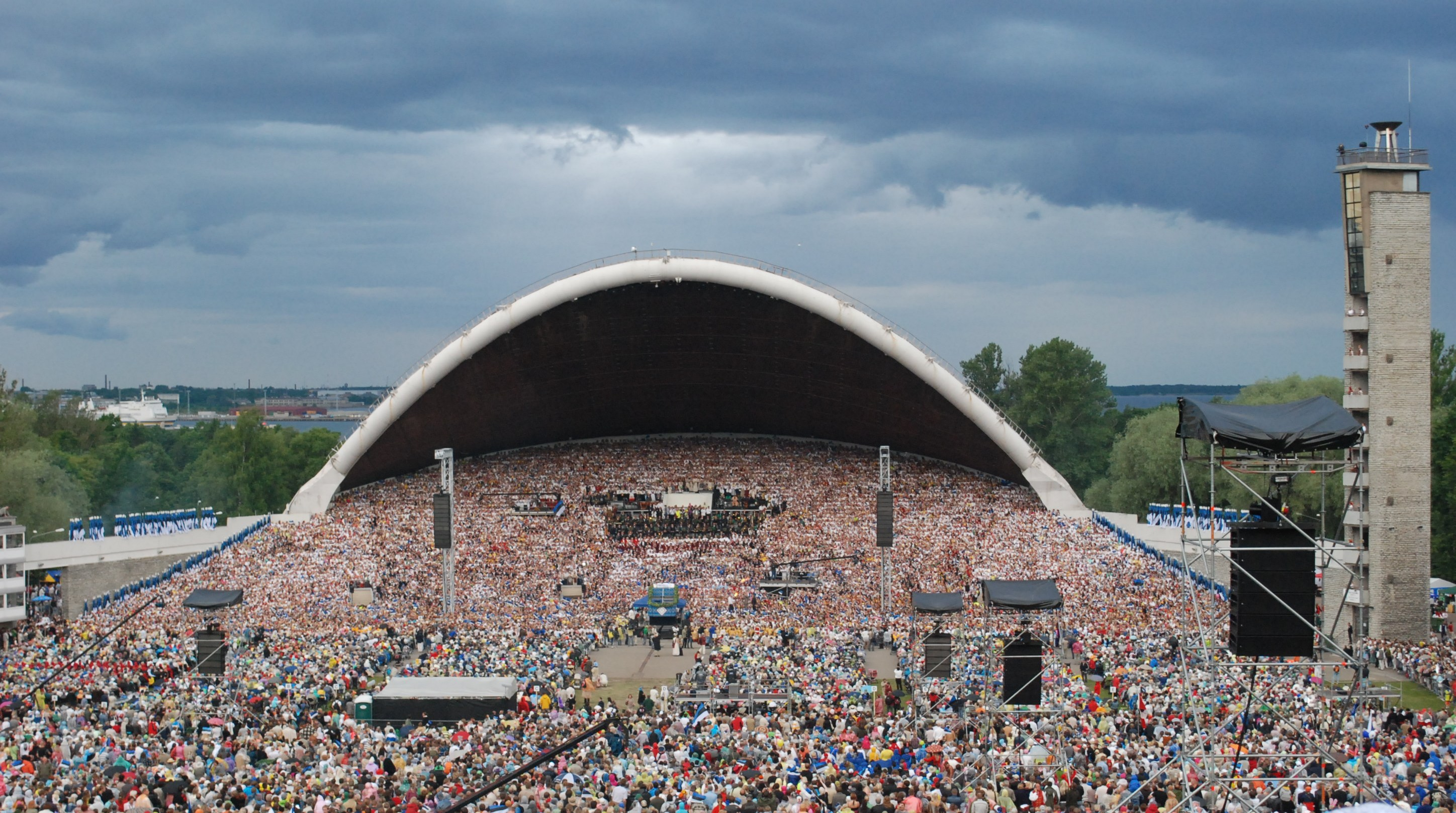
Kórusszinpad Tallinnban

Az első kórusszínpadot 1923-ban a Tallinni-öböl partján építették neoklasszicista stílusban. Már ez is tizenötezer énekes számára biztosított helyet.
A jelenlegi kórusszínpad, a Dalosmező (Lauluväljak) Tallinn északkeleti részén, Kadriorg városrészében, a Balti-tenger partján van. A nézőtéren akár fél millió néző is talál helyet. A színpadot Alar Kotli és Henno Sepmann észt építészek tervei alapján 1957 és 1960 között építették. A 73 méter magas lépcsőszerűen épített színpadon egyszerre tizenötezer énekesnek van hely. A megfelelő akusztikát egy 32 méter magas hiperbolikus paraboloid biztosítja. A színpad északi oldalán áll a dalünnep 100. évfordulójára épült 43 méter magas torony. Ennek tetején az ünnep idején egy fáklya világít. A nézőteret alkotó rétet Gustav Ernesaks észt zeneszerző szobra díszíti.

## A dal és tánc ünnepe Lettországban
Lettországban a dal és tánc ünnepének hagyománya Észtországgal egy időben alakult ki. Az észt dal- és táncünnephez hasonlóan ötévente kerül megrendezésre, a legutolsó 2013-ban Rigában három helyszínen: a Mežapark (Erdeipark) nagyszínpadán, a rigai Daugava-stadionban és a 2006-os jégkorong-világbajnokságra épült Riga-arénában. A rendezvényen 40 600 résztvevő képviselt 603 tánccsoportot, 388 kórust és 224 énekegyüttest. A nézők száma meghaladta a félmilliót, és a zárókoncerten 15 400 -an énekeltek.

### Története
A 19. században német nyelvterületen divatossá váltak a kórustalálkozók. Ez idő tájt a balti németek dalárdái is rendszeresen szerveztek kórustalálkozókat. Ezen fellelkesülve, Juris Neikens evangélikus lelkész, író 1864-ben megszervezett egy kórustalálkozót a lettországi Dikļiben. Ezen az eseményen 6 kórus mintegy 120 énekese vett részt. 1870-ben már Dobelében Kurzeme teljes területére kiterjedő kórustalálkozót rendeztek. Mivel 1869-ben az észtek engedélyt kaptak egy egész Észtországra kiterjedő dalos ünnep megrendezésére, a Rigai Lettek Szövetsége 1870-ben hozzálátott az első általános lett dalünnep megszervezéséhez. 1873 nyarán meg is tartották azt Rigában. A második általános lett dalünnepre 1880-ban került sor. Ezt követően még 3 dalünnep volt az Orosz Birodalom idején (1888, 1895 és 1910). A világháborúk idején hallgattak a múzsák, de a két világháború között a Lett Köztársaság 4 alkalommal megrendezte a dal ünnepét.
A második világháborút követően 1948-ban a Lett SZSZK-ban ismét életre hívták az általános dalünnepet. Jellemző módon a műsorba több Sztálint dicsőítő kórusművet is felvettek és ezt a sorrendben 10. dalünnepet átszámozták. Ez lett az első „szovjet-lett össznemzeti dalünnep.” A fesztiválon 14 542 énekes vett részt és a záróünnepségen egy 5141 tagú kórus énekelt. Az első szovjet-lett dalünnepet 1950 után ötévenként követték a következők, egészen 1990-ig, a Szovjetunió széteséséig.
Lettország függetlenségének visszaszerzését követő első össznemzeti dalünnepre (a ma hivatalos számozás szerint ez volt a 20.) 1993-ban került sor. Ezen a dalünnepen a lettországi kórusok mellett az emigrációban alakult kórusok 841 képviselője is énekelt. A zárókoncert kórusa 20 399 énekesből állt. Többek között előadták Lūcija Garūta 1943-ban írt Dievs, Tava zeme deg! (Isten, ég az országod!) című kantátáját, amely a szovjet korszakban be volt tiltva.

### Érdekességek
2006. április 6-án a Saeima, Lettország parlamentje, törvényt alkotott a dal és tánc ünnepéről. A törvény célja, hogy biztosított legyen a dal és tánc ünnepéhez kapcsolódó tradíciók megőrzése, fejlesztése és a jövő generációnak történő átadása.

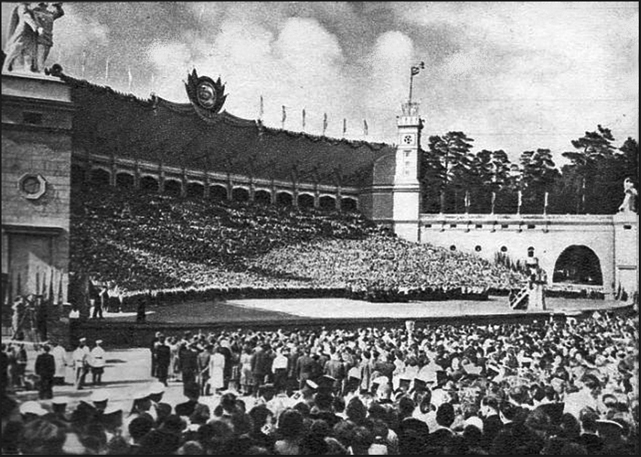
A Mežaparki nagyszínpad 1955-ben megnyitásakor

A hazai dalünnepekkel párhuzamosan a második világháborút követően egészen 1993-ig a lett emigráns szervezetek a világ minden részén rendeztek tradicionális dalünnepeket. Az első ilyen dalünnepre 1953-ban került sor Chicagóban. Ezen 22 kórus 650 énekese és közel 5000 hallgató jelent meg.
A lett dalünnepnek 1873-tól van saját zászlója. A zászlót Karlis Huns tervezte és minden dalünnep megnyitóján körbeviszik a városon. Az ünnepség idején a Mežaparki nagyszínpadnál tűzik ki.
A Mežaparki nagyszínpadot Vlagyimir Vjacseszlávovics Snyitnyikov tervezte 1955-ben. Az eredeti tervek szerint tízezer fős kórusnak és harmincezer nézőnek biztosított helyett. A nagyszínpad rekonstrukciójának első része a tervek szerint 2018-ra készül el. A következő dalünnepen harmincezer ülőhely és hatvanezer állóhely várja majd a nézőket. A második fázist 2021-ig tervezik befejezni, ekkor a színpadon egy tizenegyezer fős kórusnak lesz hely. 2012. augusztus 23-án húszezer néző előtt Lady Gaga adott nagy sikerű koncertet a Mežaparki nagyszínpadon.

## A dal és tánc ünnepe Litvániában

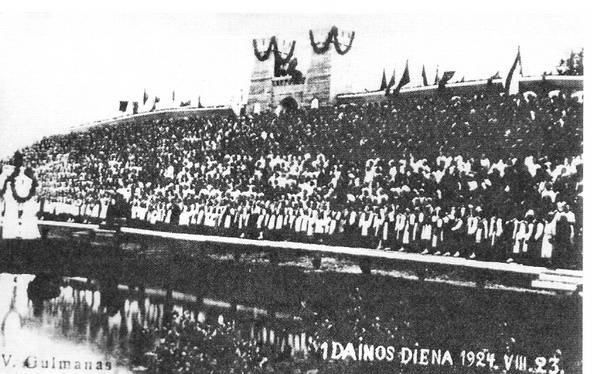
Az első litván dalünnep 1924-ben

Litvániában a kulturális különbségek miatt csak 1924-ben került megrendezésre az első dalünnep. Ezt követően azonban a litván dalünnepek a résztvevők számát tekintve gyorsan felnőttek az északi szomszédok rendezvényeihez. Az utolsó, 2014-ben megrendezett litván dalünnepen a 13 országból érkezett harminchétezer énekes mellett több mint ötvenezer néző vett részt. A kórustalálkozó mellett színházi fesztiválra, népművészeti bemutatókra is sor került. A következő litván dalünnepet 2018-ban rendezik.

### Története
Litvániában a német befolyás és ezzel együtt az evangélikus egyház befolyása sokkal jelentéktelenebb volt, mint északi szomszédainál. Ezért az első litván kórus fellépését írásos emlékek 1895. február 17-én említik a Birute litván egyesület megalakulásának 10. évfordulója alkalmából. Még ebben az évben, december 2-án, megalakult az első litván dalegylet, a tilsiti Litván Énekes Egylet.
Északi szomszédaik mintájára a független Litvánia oktatási minisztériumában 1923. december 22-én megtartott értekezleten döntöttek egy litván dalünnep megtartásáról. A döntésnek megfelelően 1924. augusztus 23. és 25. között le is zajlott az első litván dalünnep Kaunasban. Az ünnepségen 86 kórus (mintegy 3000 énekes) vett részt.
A 3. dalünnepet 1930. június 20-án Nagy Vytautas fejedelem halálának 500. évfordulójára rendezték szintén Kaunasban. Ezen az eseményen több mint 60 egyházi kórus is fellépett ezek közt a Fiatal Katolikusok Föderációjának 23 és az Ateitis katolikus szövetségnek 9 kórusa.
A második világháborút követően a Szovjet Litvániában szomszédaikhoz hasonlóan 5 évente megrendezték a szovjet-litván dalünnepet.

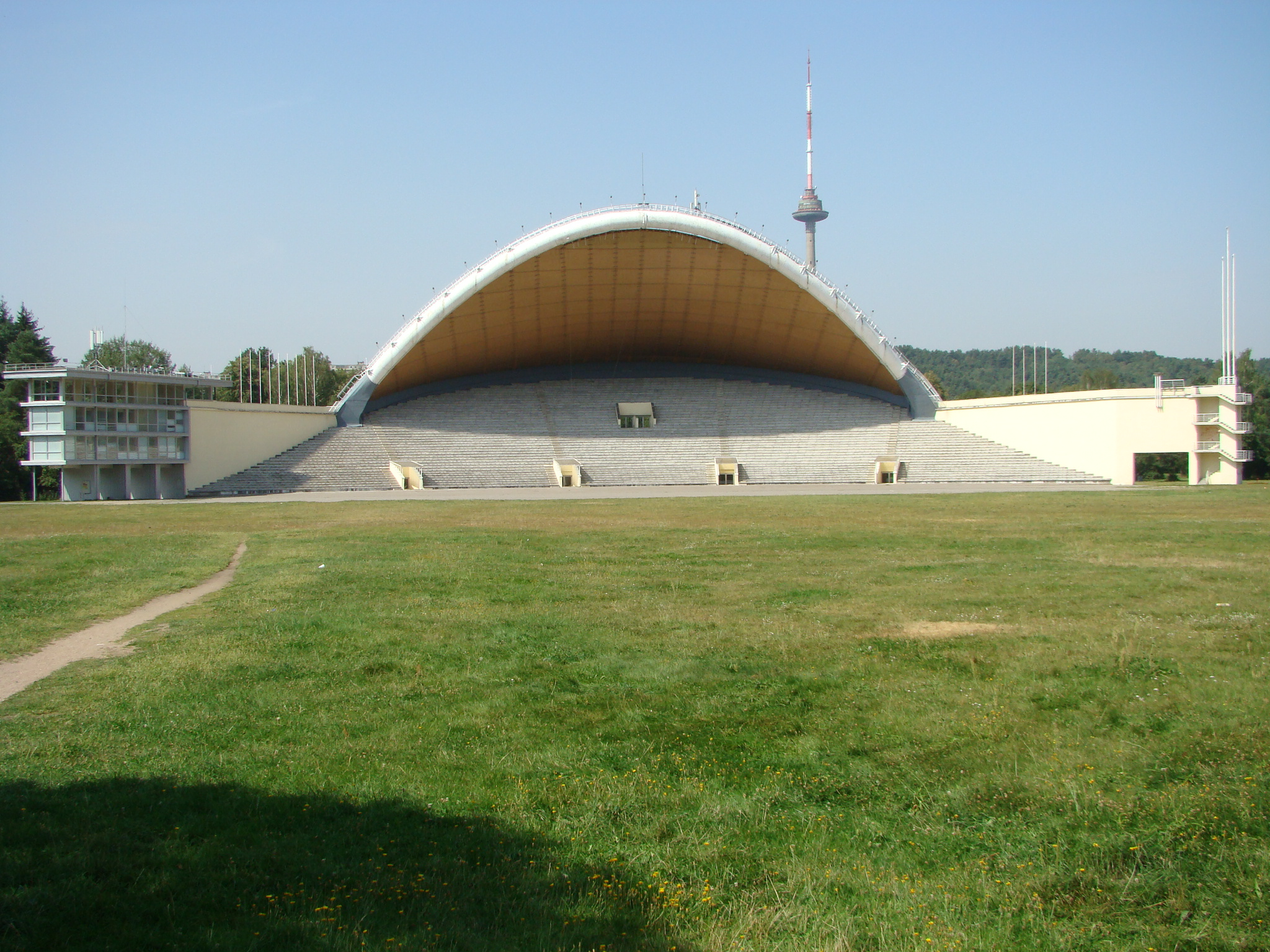
Kórusszínpad a Vingio parkban

1960-ban Vilnius központi parkjában a Vingio parkban, a Vilnia folyó kanyarjában, észt mintára felépült a litván dalünnep kórusszínpada.
A dalünnep népszerűsége folyamatosan nőtt. A Szovjetunió felbomlását megelőző utolsó dalünnepen 1985-ben 38 856 nézőt regisztráltak.
Az önálló Litvániában folytatódott a hagyomány. A 13. litván dalünnepet 1990-ben, a Szovjetunió felbomlása idején nagy anyagi nehézségek között rendezték meg, a kórusok hivatalos versenyét meg sem tartották. Ettől függetlenül közel harmincháromezer résztvevője volt az eseménynek. Az utolsó 2014-ben megrendezett litván dalünnepen harminchétezer énekes mellett több mint ötvenezer néző vett részt. A következő litván dalünnepet 2018-ban rendezik.

### Érdekességek
A Szibériába deportált litvánok 1952-ben Igarkában litván kórust alapítottak, és 1953-ban dalünnepet rendeztek. 1953-ban Irkutszkban további 3 kórus alakult. 1956-ban és 1958-ban Irkutszban litván dalünnepeket is rendeztek több litván kórussal.
A lett emigrációhoz hasonlóan a litván emigránsok is hamar létrehozták kórusaikat. Az első emigráns kórustalálkozót már 1946-ban megrendezték Würzburgban. Ezt követően 1957 és 2012 között az Egyesült Államokban és Kanadában 14 litván dalünnepet rendeztek.
A Litván Köztársaság parlamentje 2007-ben hozott törvényt a litván dalünnepről. Az ünnepek lebonyolítását szervezését és anyagi hátterét 2010-től külön kormányrendelet biztosítja.